# キプールの記憶
『キプールの記憶』 (キプールのきおく、כיפור / Kippur) は、2000年のイスラエル映画。第四次中東戦争（ヨム・キプール戦争）で負傷兵救護の任務に就いた兵士たちを描いた戦争映画。VHS・DVD邦題は『キプール 勝者なき戦場』。

## 概要
キプールとは、ユダヤ教の祭日であるヨム・キプール（贖罪日）のことである。この映画で描かれる第四次中東戦争は、1973年のこの日に始まったため、ヨム・キプール戦争とも呼ばれている。
この映画は、アモス・ギタイ監督の実体験に基づいている。アモス・ギタイは第四次中東戦争の従軍中にも8ミリを回しており、20年近く経ったのち関係者へのインタビューなどもおこなって、これらの映像から1994年にドキュメンタリー映画『戦争の記憶』 Kippur: War Memories を制作した。本作はこれを発展させたフィクション作品である。
2000年5月の第53回カンヌ国際映画祭のコンペティション部門に選出され、フランソワ・シャレ賞を受賞した。
イスラエルでは2000年10月5日に公開された。日本では、同年12月の第1回東京フィルメックスのクロージング作品として特別招待された。その後、2001年12月22日にシャンテ・シネで公開された。

## ストーリー
1973年10月6日、イスラエル軍予備役のワインローブ（リオン・レヴォ）と友人ルソ（トメル・ルソ）は、エジプトとシリアの連合軍がイスラエルへの攻撃を開始したため非常事態が宣言されたことを知り、隊に出頭するべくゴラン高原を車でひた走る。2人はダマスカスへ進軍する部隊に出逢うが、自分たちの隊を見付けることができず、路肩で仮眠をとる。翌朝、二人はクロイツナー空軍医（ウリ・ラン・クロイツナー）に頼まれ、彼をラマト・ダヴィドの航空基地に送り届ける。そして2人は隊への合流をあきらめ、そのまま軍医とともに、ヘリコプターで戦場に向かい負傷兵を病院へ後送する任務に志願する。

## キャスト
※括弧内は日本語吹替
- リオン・レヴォ - ワインローブ（藤原啓治）
- トメル・ルソ - ルソ（松本保典）
- ウリ・ラン・クロイツナー - クロイツナー空軍医（遠藤純一）
- ヨラム・ハタブ - ハタブ（伊藤栄次）
- ガイ・アミル
- ジュリアーノ・メール
- コビ・リヴネ - コビ（小野健一）
- ラン・カウチンスキー
- グリッグ・レヴォ
- ピニ・ミッテルマン
- シャイ・ガニ
- ノアハ・ファラン
- ケレン・ギタイ